# De Kroosduiker
De Kroosduiker is een weidemolen in de Kalverpolder nabij de Zaanse Schans in de Nederlandse gemeente Zaanstad. Het molentje is uitgerust met een waaierpomp en kan zowel met zeilen als met houten borden worden uitgerust. De molen heeft de status gemeentelijk monument.

## Geschiedenis
Oorspronkelijk stond De Kroosduiker bij de Blauwselfabriek te Westzaan. De molen werd in 1933 gebouwd door de bekende weidemolenbouwer Rem, uit de nabijgelegen plaats Wormer. In 1960 werd de molen verplaatst naar Harmelen nadat de molen verkocht was aan de familie Dolman. In Harmelen stond de molen langs de Oude Rijn en dat achter de korenmolen De Verwachting, die zelf in 1983 afbrandde. In 1989 werd de molen geschonken aan de streek de Zaanstreek omdat de familie onder meer de kosten voor onderhoud niet meer kon opbrengen.
Hoewel de molen een gemeentelijk monument-status heeft is er aan de molen in de jaren na de verplaatsing naar de Kalverpolder (wat in 1990 werd afgerond) weinig echt goed onderhoud gepleegd. Eind 2010 meldt de website molendatabase.nl dat de molen in zeer slechte staat is. Onder meer de staart van de molen was er door verrotting afgewaaid. Eind 2012 is het molentje geheel gerestaureerd en is sindsdien weer maalvaardig.
Oliemolens:
De Bonte Hen ·
De Os ·
De Ooijevaar ·
Het Pink ·
De Zoeker

Zaagmolens:
De Gekroonde Poelenburg ·
De Held Jozua ·
Het Jonge Schaap ·
Het Klaverblad

Overige typen:
De Bleeke Dood ·
De Huisman ·
De Kat ·
Het Prinsenhof ·
Herkules ·
De Schoolmeester ·
De Koker

Kleine molens:
De Jonge Dirk ·
Kaatmolen ·
De Kroosduiker ·
Het Zwarte Kalf ·
De Hadel ·
De Windhond ·
De Windjager ·
De Zwaan

Overig:
Molenmuseum ·
Zaanse Schans ·
Vereniging De Zaansche Molen